# Första internationella syndikalistkongressen

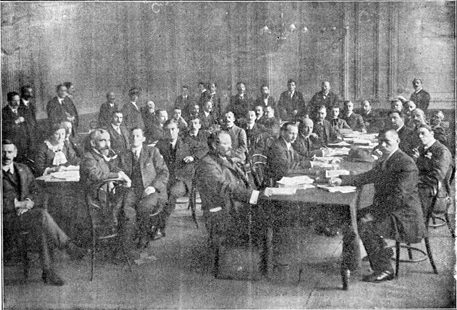
Några av deltagarna på kongressen

Den första internationella syndikalistkongressen var ett möte med europeiska och latinamerikanska syndikalistiska organisationer som hölls i Holborn Town Hall i London från 27 september till 2 oktober 1913. Förslaget till en internationell syndikalistisk kongress framfördes av holländska Nationaal Arbeids-Secretariaat (NAS) och brittiska Industrial Syndicalist Education League (ISEL) och mottogs positivt av de flesta europeiska syndikalistiska fackföreningar och förespråkare. Det enda undantaget var den största syndikalistiska organisationen i världen, franska Confédération générale du travail (CGT). Kongressen hölls ändå, med deltagare från tolv olika länder. Den kännetecknades av hätska debatter och oenigheter kring både taktik och principer. Ett resultat av kongressen var emellertid bildandet av International Syndicalist Information Bureau som ett samarbetsorgan mellan de olika organisationerna och tidskriften Bulletin international du mouvement syndicaliste som ett kommunikationsmedel.